# Hoàng Xuyên
Hoàng Xuyên (giản thể: 潢川县; phồn thể: 潢川縣; bính âm: Huángchuān Xiàn; phát âm địa phương: Huāngchuǎn Xiàn) là một huyện thuộc địa cấp thị Tín Dương thuộc đông nam tỉnh Hà Nam, Cộng hòa Nhân dân Trung Hoa. Huyện nằm ở trung tâm của Tín Dương về mặt địa lý, và có ranh giới với Cố Thủy ở phía đông, Quang Sơn ở phía tây, Thương Thành ở phía nam, và Tân huyện, Hoài Tân ở phía bắc.

### Lịch sử
Hoàng Xuyên ban đầu có tên là Hoàng (黃國; bính âm: Huángguó}}, Hoàng Quốc), một nước chư hầu của nhà Hạ, vào khoảng thế kỷ 21 TCN. Huyện được coi là khởi nguồn của họ Hoàng. Hoàng Quốc sau đó bị nhà Chu diệt vong vào năm 648 TCN, trong thời kỳ Xuân Thu Chiến Quốc.

### Các tên gọi cũ
- giản thể: 黄国; phồn thể: 黃國; bính âm: Huángguó; Hoàng Quốc
- giản thể: 弋阳; phồn thể: 弋陽; bính âm: Yìyáng; Dặc Dương
- tiếng Trung: 定城; bính âm: Dìngchéng; Định Thành
- tiếng Trung: 光州; bính âm: Guāngzhōu; Quang Châu

## Nhai đạo
- Định Thành (定城街道)
- Xuân Thân (春申街道)
- Lão Thành (老城街道)
- Dặc Dương (弋阳街道)

## Trấn
- Bốc Tháp Tập (卜塔集镇)
- Phó Điếm (傅店镇)
- Tuyệt Tư (踅孜镇)
- Song Liễu Thụ (双柳树镇)
- Tản Pha (伞陂镇)
- Nhân Hòa (仁和镇)
- Đào Lâm Phố (桃林铺镇)
- Giang Gia Tập (江家集镇)
- Hoàng Tự Cương (黄寺岗镇)

## Hương
- Long Cổ (隆古乡)
- Ngụy Cương (魏岗乡)
- Trương Tập (张集乡)
- Truyền Lưu Điếm (传流店乡)
- Lai Long (来龙乡)
- Đàm Điếm (谈店乡)
- Du Cươnh (上油岗乡)
- Bạch Điếm (白店乡)